# (1918) Aiguillon
(1918) Aiguillon est un astéroïde évoluant dans la ceinture principale, découvert le 19 octobre 1968 par l'astronome français Guy Soulié depuis l'observatoire de Bordeaux.
Il est nommé d'après la petite ville d'Aiguillon en Lot-et-Garonne, lieu de naissance du découvreur.